# تیم ملی فوتبال زیر ۲۰ سال صربستان
تیم ملی فوتبال زیر ۲۰ سال صربستان (انگلیسی: Serbia national under-20 football team) نماینده کشور صربستان در بازی‌های زیر ۲۰ سال است که زیر نظر اتحادیه فوتبال صربستان فعالیت می‌کند.
از افتخارات این تیم می‌توان به کسب مقام قهرمانی در جام جهانی فوتبال زیر ۲۰ سال ۲۰۱۵ اشاره کرد. 